# Hệ thống kiểu dữ liệu dùng chung
Trong .NET Framework của Microsoft, Hệ thống kiểu dữ liệu dùng chung (tiếng Anh: Common Type System - CTS) là một tiêu chuẩn xác định cách các định nghĩa kiểu dữ liệu và các giá trị cụ thể của các kiểu được thể hiện trong bộ nhớ máy tính. Nó giúp các chương trình viết bằng ngôn ngữ lập trình khác nhau dễ dàng chia sẻ thông tin. 
Các đặc điểm kỹ thuật của CTS được nhắc đến trong trong tiêu chuẩn Ecma 335. CLI và CTS được tạo ra bởi Microsoft, và .NET Framework là bản hiện thực hóa của tiêu chuẩn này.

## Chức năng hệ thống kiểu dữ liệu dùng chung
- Để thiết lập một khuôn khổ cho phép tích hợp chéo giữa các ngôn ngữ, an toàn kiểu và thực thi code với hiệu năng cao.
- Cung cấp một mô hình hướng đối tượng hỗ trợ hiện thực hóa các ngôn ngữ lập trình.
- Xác định các quy tắc mà các ngôn ngữ phải tuân theo, để đảm bảo rằng các đối tượng được viết bằng các ngôn ngữ khác nhau vẫn có thể tương tác với nhau.
- CTS cũng định nghĩa các quy tắc đảm bảo rằng các kiểu dữ liệu của các đối tượng được viết bằng các ngôn ngữ khác nhau có thể tương tác với nhau.
- Chỉ rõ các quy tắc về khả năng hiển thị kiểu và quyền truy cập vào các thành viên của một kiểu, nghĩa là CTS thiết lập các quy tắc theo đó các phạm vi tạo thành phạm vi cho một loại, và Common Language Runtime thi hành các quy tắc hiển thị.
- Định nghĩa các quy tắc điều khiển kế thừa kiểu, phương thức ảo và vòng đời của đối tượng.
- Các ngôn ngữ được.NET hỗ trợ có thể hiện thực hóa tất cả các kiểu dữ liệu hoặc chỉ một số kiểu dữ liệu thông dụng...

## Phân loại kiểu
Hệ thống kiểu dữ liệu dùng chung hỗ trợ hai loại loại chính:
Kiểu giá trị
Các loại giá trị trực tiếp chứa dữ liệu, và các instance của những kiểu này được phân bổ trên stack hoặc trong dòng cấu trúc. Các loại giá trị có thể là các kiểu đã được tích hợp, người dùng xác định, hoặc kiểu enum.
Kiểu tham chiếu
Các kiểu tham chiếu lưu một tham chiếu đến địa chỉ bộ nhớ của giá trị và được phân bổ trên heap. Các kiểu tham chiếu có thể là tự mô tả, kiểu con trỏ, hoặc các kiểu interface. Các kiểu tự mô tả được phân chia thành các mảng và các loại class. Các kiểu class là các lớp mà người dùng định nghĩa, các loại giá trị boxed, và các delegate.
Ví dụ sau được viết bằng Visual Basic.NET cho thấy sự khác nhau giữa các kiểu tham chiếu và các kiểu giá trị:
```
Imports
 
System

Class
 
Class1

    
Public
 
Value
 
As
 
Integer
 
=
 
0

End
 
Class
 
'Class1

 

Class
 
Test

    
Shared
 
Sub
 
Main
()

        
Dim
 
val1
 
As
 
Integer
 
=
 
0

        
Dim
 
val2
 
As
 
Integer
 
=
 
val1
 

        
val2
 
=
 
123

        
Dim
 
ref1
 
As
 
New
 
Class1
()

        
Dim
 
ref2
 
As
 
Class1
 
=
 
ref1

        
ref2
.
Value
 
=
 
123

        
Console
.
WriteLine
(
"Các giá trị: {0}, {1}"
,
 
val1
,
 
val2
)

        
Console
.
WriteLine
(
"Các tham chiếu: {0}, {1}"
,
 
ref1
.
Value
,
 
ref2
.
Value
)

    
End
 
Sub
 
'hết hàm Main

End
 
Class
 
'hết class Test

```

Output của đoạn code trên là:
```
Các giá trị: 0, 123
Các tham chiếu: 123, 123
```

### Boxing (đóng hộp)
Việc chuyển đổi các kiểu giá trị sang các kiểu tham chiếu được gọi là boxing (đóng hộp). Trong ví dụ dưới đây, không cần phải cho trình biên dịch biết một Int32 được đóng hộp vào một đối tượng, bởi vì nó tự có thể đóng hộp cho chính mình.
```
Int32
 
x
 
=
 
10
;
 

object
 
o
 
=
 
x
;
 
// boxing ngầm định

Console
.
WriteLine
(
"Đối tượng o = {0}"
,
o
);
 
// in ra dòng "Đối tượng o = 10"

```

Tuy nhiên, các giá trị Int32 cũng có thể được đóng hộp một cách công khai như sau:
```
Int32
 
x
 
=
 
10
;
 

object
 
o
 
=
 
(
object
)
 
x
;
 
// boxing công khai

Console
.
WriteLine
(
"Đối tượng o = {0}"
,
o
);
 
// in ra dòng "Đối tượng o = 10"

```

### Unboxing (mở hộp)
Ví dụ sau hiển thị cách unbox một kiểu tham chiếu trở về một kiểu giá trị. Đầu tiên một giá trị Int32 được đóng hộp vào một đối tượng, và sau đó nó là mở hộp đối tượng đó để lấy lại giá trị. Lưu ý rằng việc mở hộp yêu cầu phải xác định rõ kiểu đích.
```
Int32
 
x
 
=
 
5
;
 

object
 
o1
 
=
 
x
;
 
// boxing ngầm định

x
 
=
 
(
int
)
 
o1
;
 
// unboxing công khai

```